# Safir
Sub denumirea de safir (din greacă, sappheiros - piatră azurie) sunt cunoscute toate pietrele prețioase din corindon cu singura excepție a variantei de culoare roșie rubinie care este denumit rubin. Însă este foarte răspândită denumirea de safir, a pietrelor prețioase de culoare albastră, dar acest albastru nu trebuie înțeles ca și culoarea cerului senin, ci toate nuanțele de albastru până la albastru foarte închis și chiar negru.
Safirul este un mineral ce apare sub formă de monocristale Al2O3. Culoarea o determină impuritățile ca de exemplu cu Fe2+, Fe3+, Cr3+, Ti4+ sau V4+. Dacă nu în structura sa nu sunt prezente impurități de fier sau titan, safirul este incolor. Această varietate poartă denumirea de leucosafir.
Are duritatea 9 pe scara Mohs, după diamant.

## Răspândire în natură și producerea pe cale sintetică
Rocile unde s-au găsit safire se numesc pegmatite care prin procese de eroziune au fost transportate și depozitate în aluviuni, în albiile apelor curgătoare. Țările mai importante în producția de safire sunt Sri Lanka (denumirea veche Ceylon), India (regiunea Kashmir), mai nou, USA, Australia și Nigeria. Pe cale sintetică se pot produce safire de o calitate perfectă și de o mărime aproape nelimitată.

## Utilizare
Pe lângă utilizarea lor ca pietre prețioase, a fost utilizat din anii 1950 până în anii 1960 ca vârf al acului patefoanelor și picup-urilor.
O utilizare o are și în producerea laserului, prin monocristale sintetice de safir care prin conținutul în Galliumnitrid contribuie la producerea laserului de culoare albastră și LEDului de culoare albă, albastră și verde.
Prin introducera ionilor de titan la producerea cristalelor sintetice, este de asemenea utilizat in industria laserului cu lungimea de undă între 750 până la 1000 nanometri. Pentru geamuri expuse unor condiții extreme de temperatură și presiune ca de exemplu avioane de recunoaștere sau nave spațiale, se utilizează safire sintetice cu un diametru până la 75 cm.
Safirul natural Steaua Indiei de 563,35 carate, găsit (1901) în Sri Lanka a fost vândut de John Pierpont Morgan muzeului american American Museum of Natural History  de la New York.
Cel mai mare safir stelat din lume (1.404 carate), estimat la cel puțin 100 de milioane de dolari, a fost descoperit la sfârșitul anului 2015 într-o mină din Sri Lanka.

## Varietăți de culoare
Safirele se găsesc într-o mare varietate de culori, cu excepția roșului rubinelor. Padparadscha este denumirea comercială pe singaleză a varietăților de safir de nuanță roz-portocalie.

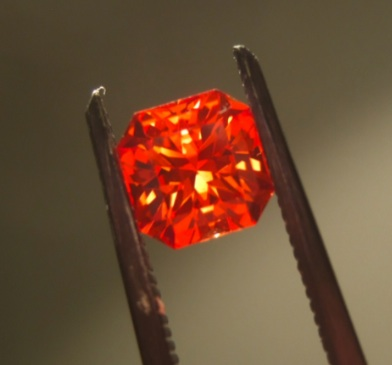
Padparadscha, safir roz-portocaliu

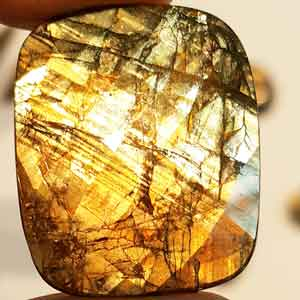
Safir galben

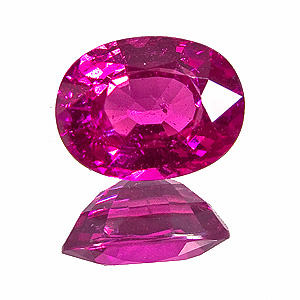
Safire roz

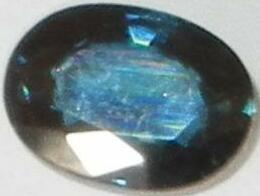
Safir albastru

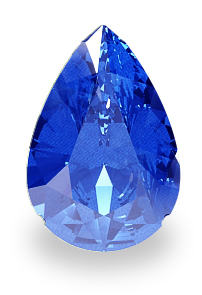
Safir albastru

## Safire renumite
Safirul albastru-închis al Sfântului Edward (167 ct) a fost descoperit în 1042. Pe coroana imperială a Rusiei. se găsesc două safire mari de 258 și 200 ct. Două safire de 330 și 280 ct are și Coroana Sfântului Venceslas de la Praga, acestea provenind din Sri Lanka. Steaua Miezului de Noapte (116 ct) poate fi văzut la Smithsonian Institution din Washington.

## Galerie de imagini

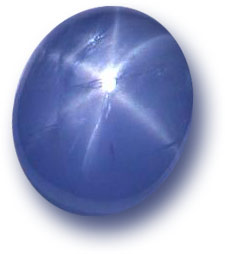
Safir
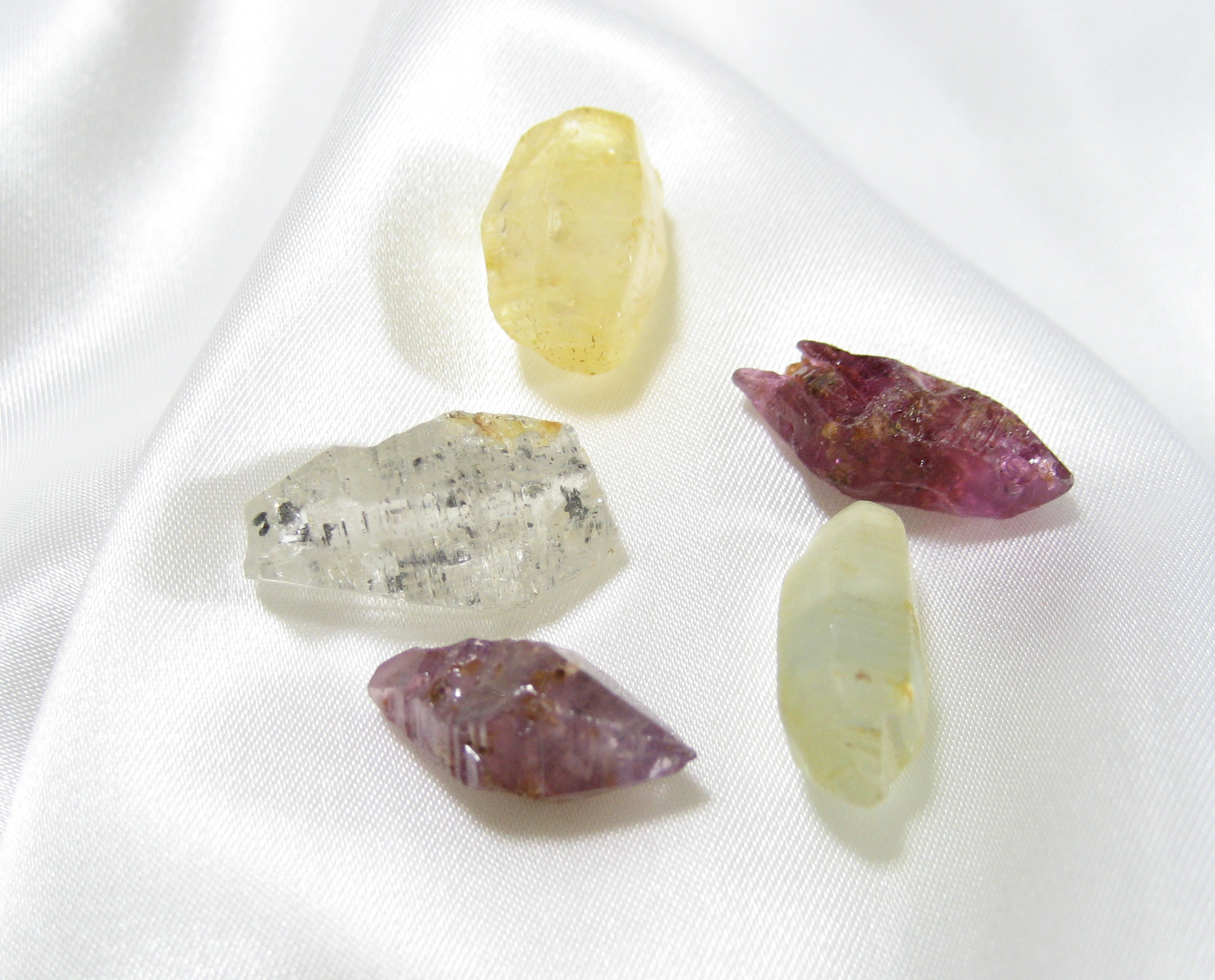
Safire